# Fridericus-Rex-Grenadiermarsch
Der Fridericus-Rex-Grenadiermarsch (Armeemarsch II, 136 (Armeemarsch II, 198)) wurde Mitte der 1860er Jahre vom preußischen Militärmusiker Ferdinand Radeck komponiert. Im Trio des Marsches verwendete er die Melodie, mit der der Komponist Carl Loewe 1837 die kurz zuvor von Willibald Alexis verfasste Ballade Fridericus Rex (lateinisch für König Friedrich) unterlegt hatte. In dieser Zeit der preußischen Expansionspolitik, in der Friedrich dem Großen wieder große Verehrung zuteilwurde, erfreuten sich sowohl Radecks Marsch als auch Loewes Ballade mit seinem Namen großer Popularität. 
Auch heute noch gehört der Fridericus-Rex-Grenadiermarsch zu den bekanntesten deutschen Militärmärschen. Er ist einer der Truppenmärsche der 10. Panzerdivision, der Schule für Feldjäger und Stabsdienst der Bundeswehr und der Technischen Schule des Heeres.

## Liedtext
Fridericus Rex, unser König und Herr,

der rief seine Soldaten allesamt ins Gewehr,

zweihundert Bataillone und an die tausend Schwadronen,

und jeder Grenadier kriegt sechzig Patronen.

„Ihr verfluchten Kerls“, sprach Seine Majestät,

„dass jeder in der Bataille seinen Mann mir steht,

sie gönnen mir nicht Schlesien und die Grafschaft Glatz

und die hundert Millionen in meinem Schatz.

Die Kais’rin hat sich mit dem Franzosen alliiert,

und das Römische Reich gegen mich revoltiert,

die Russen sind gefallen in Preußen ein,

auf, lasst uns zeigen, dass wir brave Landeskinder sein.

Meine Generale Schwerin und Feldmarschall von Keith

und der Generalmajor von Ziethen sind allemal bereit.

Potz Mohren, Blitz und Kreuzelement,

wer den Fritz und seine Soldaten noch nicht kennt.“

„Nun adje Luise, wisch ab das Gesicht,

eine jede Kugel, die trifft ja nicht,

denn träf’ jede Kugel apart ihren Mann,

wo kriegten die Könige ihre Soldaten dann!

Die Musketenkugel macht ein kleines Loch,

die Kanonenkugel ein weit größ’res noch;

die Kugeln sind alle von Eisen und Blei,

und manche Kugel geht manchem vorbei.

Unsre Artillerie hat ein vortrefflich Kaliber,

und von den Preußen geht keiner zum Feinde über,

die Schweden, die haben verflucht schlechtes Geld,

wer weiß, ob der Östreicher besseres hält.

Mit Pomade bezahlt den Franzosen sein König,

wir kriegen’s alle Woche bei Heller und Pfennig.

Potz Mohren, Blitz und Kreuzsakrament,

wer kriegt so prompt wie der Preuße sein Traktament.

Fridericus, mein König, den der Lorbeerkranz ziert,

ach, hätt’st du nur öfters zu plündern permittiert,

Fridericus Rex, mein König und Held,

wir schlügen den Teufel für dich aus der Welt.“